# Darlène Mazeau
Darlène Mazeau, née le 27 avril 1992  est une athlète française.